# Избацивач
„Избацивач” је југословенски ТВ филм из 1978. године. Режирао га је Јован Ристић а сценарио је написао Перо Зубац.

## Улоге
| Глумац                | Улога |
| --------------------- | ----- |
| Иван Бекјарев         |       |
| Еуген Ференци         |       |
| Предраг Цуне Гојковић |       |
| Ксенија Мартинов      |       |
| Данило Бата Стојковић |       |
| Феђа Тапавички        |       |